# آگوبدیا
آگوبدیا (به لاتین: Agubedia) یک منطقهٔ مسکونی در گرجستان است که در ناحیه تکوارچلی واقع شده‌است. آگوبدیا ۱٬۸۶۴ نفر جمعیت دارد.